# Čchen Čcheng
Čchen Čcheng (Čínština:陳誠; pinyin: Chén Chéng; 4. ledna 1897 Čching-tchien – 5. března 1965 Tchaj-pej) byl čínský generál, jeden z hlavních velitelů Národní revoluční armády, politik a druhý viceprezident Čínské republiky.
Po tom co se na konci občanské války přestěhoval na Tchaj-wan, působil jako guvernér provincie Tchaj-wan, vicepresident a premiér Čínské republiky. Reprezentoval Čínskou republiku při návštěvě Spojených státu a pomohl zahájit pozemkové reformy a programy snižování daní, které způsobily, že komunismus se na Tchaj-wanu stal neatraktivní, protože rolníci byli schopni vlastnit půdu.

## Před válkou s Japonskem
Čchen Čcheng se narodil v Čching-tchienu v provincii Če-ťiang. Absolvoval vojenskou akademii Whampoa. Později se připojil k Národní revoluční armádě a účastnil se severního pochodu.
Během severního pochodu Čchen ukázal dobré vůdčí schopnosti a byl povýšen z velitele praporu na velitele divize.
V roce 1931 byl Čchen pověřen úkolem potlačit komunisty. V různých bitvách s Rudou armádou Čchen i jeho jednotky utrpěly těžké ztráty a porážky. Nakonec se mu podařilo komunisty porazit a přinutit je k dlouhému pochodu.
Kampaň proti Rudé armádě skončila po incidentu na mostě Marca Pola, po kterém byli nuceni komunisté a Kuomintang spolupracovat proti japonské agresi.

## Válka proti Japonsku
Během bitvy u Šanghaje byl jedním z nejlepších vojenských asistentů Čankajška. Prosadil plán o obraně jižní Číny a omezil počet vojáků na severu, kde byla armáda ve špatném stavu a postrádala transportní vozidla. Po pádu Šanghaje a Nankingu se Čchen přemístil do Chu-peje. Následně velel čínské armádě při bitvě u Wu-chanu v roce 1938. Wu-chan byl prozatímním velitelstvím čínské armády. Japoncům se však podařilo, i přes těžké ztráty, porazit Číňany a město obsadit.
Následně se účastnil bojů na území Myanmaru.

## Čínská občanská válka
Po čínsko-japonské válce se Čchen stal náčelníkem generálního štábu a vrchním velitelem námořnictva. Řídil se Čankajškovými rozkazy a zaútočit na oblasti, které patřily po správu komunistů. Tyto akce znovu zahájily čínskou občanskou válku.
V srpnu 1947 byl Čchen jmenován ředitelem severovýchodního velitelství a velel nacionalistickým silám v této oblasti. Udělal zásadní chybu, když rozpustil místní bezpečnostní pluky. Ty byly rozpuštěny, protože sloužily v mandžuské císařské armádě během japonsko-čínské války. Díky tomuto kroku se celková nacionalistická síla v Mandžusku snížila z 1,3 milionu na méně než 480 000 vojáků. Odmítl předat velením některým z nejschopnějších nacionalistických velitelů a armády řídil sám. V důsledku toho utrpěl řadu velkých porážek. Následně byl převelen do Nankingu.

## Na Tchaj-wanu
Čankajšek jmenoval Čchena guvernérem tchajwanské provincie v roce 1949, aby naplánoval rozvoj Tchaj-wanu jakožto nacionalistické pevnosti. Poté, co se nacionalistické síly stáhly na Tchaj-wan, zastává Čchen klíčové pozice ve vládě, jako jsou místopředseda Kuomintangu, viceprezident nebo premiér.
Na Tchaj-wanu zavedl pozemkové a hospodářské reformy a provedl rekonstrukci Tchaj-wanu. Čchenova iniciativa "snížení nájemného 375" byla připisována zastavení šíření komunismu na Tchaj-wanu. Politika omezila výší nájemného, které zemědělci platili pronajímatelům, na 37,5% sklizně. Před směrnicí, pronajímatelé často odevzdávali více než polovinu sklizně.
19. května 1949, Čchen vyhlásil stanné právo na celém Tchaj-wanu. Oficiálním důvodem byla komunistická infiltrace, která narušoval obranné schopnosti státu. Čchen vykázal mnoho komunistů z ostrova zpět do pevninské Číny.
Čchen zemřel na jaterní nádory v roce 1965.